# Лендзіна
Лендзіна (пол. Lędzina, нім. Linsen) — село в Польщі, у гміні Крошниці Мілицького повіту Нижньосілезького воєводства.
Населення — 146 осіб (2011).
У 1975-1998 роках село належало до Вроцлавського воєводства.

## Демографія
Демографічна структура станом на 31 березня 2011 року:
|          | Загалом | Допрацездатний вік | Працездатний вік | Постпрацездатний вік |
| -------- | ------- | ------------------ | ---------------- | -------------------- |
| Чоловіки | 70      | 18                 | 50               | 2                    |
| Жінки    | 76      | 13                 | 51               | 12                   |
| Разом    | 146     | 31                 | 101              | 14                   |